# Filip Chlup
Filip Chlup (Vyškov, 10 juni 1985) is een Tsjechisch voetballer die als middenvelder speelt.
Chlup begon zijn loopbaan in de jeugd bij SK Slavkov u Brna en stapte over naar 1. FC Brno waarvoor hij 24 wedstrijden speelde. In augustus 2007 was hij op proef bij N.E.C. maar kreeg geen contract. Een jaar later maakte hij wel indruk tijdens een proefperiode bij RBC en tekende een contract tot medio 2010. In Roosendaal kwam hij echter niet veel aan spelen toe en ging hij in maart 2009 op proef bij FC Volendam. Na tien optredens voor RBC keerde hij begin 2010 terug naar Tsjechië bij FC Zbrojovka Brno. Begin 2011 werd hij tot de zomer verhuurd aan zijn jeugdclub SK Slavkov u Brna. Medio 2011 verkaste hij naar het Oostenrijkse SC-ESV Parndorf 1919. In 2012 ging Chlup voor SV Haitzendorf spelen en in 2015 ging hij naar ASV Schrems. In het seizoen 2016/17 kwam Chlup uit voor SC Herzogenburg en vervolgens ging hij naar USV Langenlois.

## Loopbaan
- 2005/08:  1. FC Brno
- 2008/10:  RBC Roosendaal
- 2010/11:  FC Zbrojovka Brno
- 2011 :  SK Slavkov u Brna (huur)
- 2011/12:  SC-ESV Parndorf
- 2012/15:  SV Haitzendorf
- 2015/16:  ASV Schrems
- 2016/17:  SC Herzogenburg
- 2017/...:  USV Langenlois